# Strøget
Strøget è un'isola pedonale situata nel centro storico di Copenaghen. Composta da diverse vie in successione (Frederiksberggade, Nygade, Vimmelskaftet, Amagertorv, Østergade), è la strada pedonale più lunga d'Europa
 

È situata tra le due maggiori piazze della città, la piazza del Municipio e Kongens Nytorv, situate ai suoi estremi. 

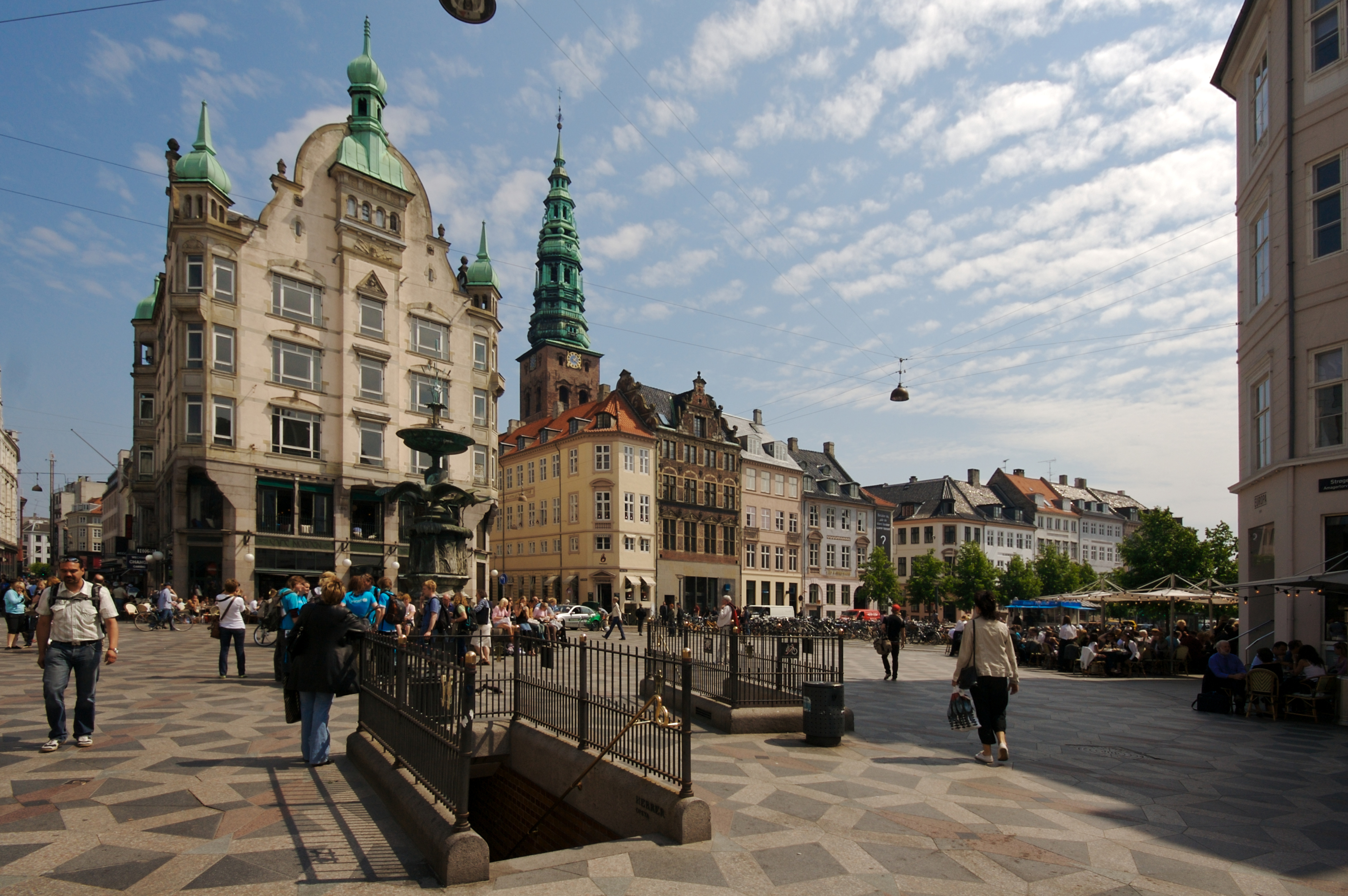
Vista di Strøget nel 2005

Lungo il suo corso si affacciano un'infinità di negozi, grandi magazzini e boutique; di questi solo pochi sono tipici danesi (in particolare i negozi di design), mentre facile è trovare le grandi marche internazionali della moda. 
La zona è in genere piuttosto affollata di giorno, soprattutto da turisti, mentre la sera si trovano facilmente persone che si rifugiano nei numerosi bar, pub e discopub delle vicine vie parallele e traverse.